# Model PERMA
Model PERMA – w psychologii pozytywnej model określający 5 elementów dobrego życia. Pojęcie zostało wprowadzone przez Martina Seligmana.
PERMA to skrót od angielskich słów:
- P – positive emotions, czyli pozytywne emocje (np. radość, uznanie, komfort, inspiracja, nadzieja czy ciekawość)
- E – engagement, czyli zaangażowanie (także flow lub state, czyli przepływ/stan, w którym wszystko związane z daną sytuacją jest prawidłowe). Zaangażowanie oznacza także minimalizowanie znaczenia czynników przeszkadzających/zakłócających pracę, na rzecz koncentracji na wykonywanej aktywności[potrzebny przypis].
- R – relationships, czyli relacje – przebywanie wśród ludzi, współpraca
- M – meaning, czyli poczucie sensu/znaczenia wykonywanej aktywności
- A – accomplishment, czyli osiągnięcia

W zarządzaniu zasobami ludzkimi, model wyznaczający elementy, które należy wziąć pod uwagę przy planowaniu aktywności związanych z zaangażowaniem pracowników w firmie (np. zarządzanie talentami, planowanie ścieżek kariery, definiowanie mocnych stron, poczucie satysfakcji, aktywności związane z odpowiedzialnością biznesu czy wolontariat pracowniczy).